# (33155) 1998 DD17
1998 DD17 (asteroide 33155) é um asteroide da cintura principal. Possui uma excentricidade de 0.13005000 e uma inclinação de 12.20095º.
Este asteroide foi descoberto no dia 23 de fevereiro de 1998 por Spacewatch em Kitt Peak.